# Велика четворка (тенис)
Велика четворка (енгл. Big four) је термин у тенису, који се односи на доминацију четири тенисера: Роџера Федерера, Рафаела Надала, Новака Ђоковића и Ендија Марија. Поменути квартет је до сад у синглу освојио 68 слемова, 116 мастерса, 12 завршних мастерса и 3 узастопне Олимпијаде, а прво место на АТП листи заузимају од 2004. године у континуитету, с тим што је сваки од четири поменута играча успео бити први барем на крају једне календарске године. Такође су сва четири играча освојила Дејвис куп са својим репрезентацијама и заузимају прва четири места на листи најплаћенијих тенисера у мушком синглу. Рафаел Надал је освојио 22 гренд слем титуле, док је Новак Ђоковић освојио рекордних - 24. Сва тројица су рекордери по броју титула на појединачном слему на чак 3 од 4 Гренд Слема (Ђоковић са 10 титула у Аустралији, Надал са 14 титула на Ролан Гаросу, а Федерер са 8 титула на Вимблдону). На УС ОПЕН-у Федерер дели рекорд од 5 титула (колико су освојили и Џими Конорс и Пит Сампрас). Иста је ситуација с мастерсима, где три водеће позиције такође припадају члановима Велике четворке (Надал има 36 титула,Ђоковић 38,  а Федерер 28), и завршним мастерсима, где Федерер води са 6 титула, док с једном титулом мање Ђоковић и Сампрас деле друго место. По броју недеља на првом месту, Новак је апсолутни рекордер са преко 373 недеља. На Олимпијским играма, у мушком синглу Енди Мари држи рекорд са 2 олимпијска злата, и то узастопна, што до сада ником није пошло за руком. И остала три играча имају барем једну олимпијску медаљу у синглу - Надал златну, Федерер сребрну, а Ђоковић бронзану и златну.

## Историја
Ови играчи се сматрају доминантним у погледу рангирања и турнирских победа, укључујући гренд слем турнире, АТП Мастерс 1000, мастерс купове и Олимпијске игре. Федерер је први дошао до изражаја након освајања Вимблдона 2003. и кад је постао светски број 1 на почетку 2004. Уследио је успех Надала у 2005, после Отвореног првенства Француске тријумфом над Федерером, после чега су они заузели прва два места на АТП листи 211 узастопних недеља од јула 2005. до августа 2009. Ђоковић напредује од 2007. кад је играо финале Отвореног првенства САД, а две године касније и Мари који има две освојене гренд слем титуле у каријери. Новак Ђоковић је освајањем три од четири гренд слем турнира у 2011. доспео на број 1, и прекинуо доминацију Федерера и Надала на АТП листи. Такође, 2011. Надал је изјавио да је његова и Федерерова заједничка доминација замењена „великом четворком“ светског тениса.
Иако је и раније коришћен тај термин, од тада је постао популаран и прихваћен у медијима и другој тениској литератури. Велика четворка је важан део онога што се често назива новом „златном ером“ у тенису од 2010, међутим и тај термин се користио од средине 1970-их до почетка 1980-их.
Чланови велике четворке су освојили 41 од последњих 45 гренд слем турнира у мушком синглу, од 2005. на Отвореном првенству Француске до 2016. на Отвореном првенству Француске (једино нису освојили 2009, 2014 УС Опен, 2014 Аустралијан Опен и 2015 Ролан Гарос). Они редовно заузимају прва четири места на крају године између 2008. и 2015.
Федерер води са рекордних освојених 20 гренд слем турнира, следе Надал (22), Ђоковић (21) и Мари (3). Ђоковић, Федерер и Надал су у каријери освојили сваки од четири гренд слем турнира бар једном. Мари није освојио ни Ролан Гарос и Отворено првенство Аустралије, али је освојио две златне медаље на Олимпијским играма 2012. и 2016. године.
Велика четворка је од свог првог освојеног слема (то је урадио Федерер 2003. на Вимблдону) па до Вимблдона 2019. године пропустила да освоји само 8 слемова (те слемове су освојили Гастон Гаудио, Енди Родик, Хуан Мартин дел Потро, Стан Вавринка, Марин Чилић и Марат Сафин), а само на два од тих осам слемова у финалу није било ниједног од њих четворице. Такође је интересантно да међу тих 8 слемова које ниједан члан Велике четворке није освојио током поменутих 16 година нема Вимблдона, што значи да од свог првог освојеног слема (који је, да ствар буде још интересантнија, управо Вимблдон) па до данас Велика четворка у континуитету осваја Вимблдон већ 20 година (Федерер рекордних 8 пута, Ђоковић 7, а Мари и Надал по 2 пута).

## Ривалства у оквиру Велике четворке

### Ђоковић-Надал
Надал је играо против Ђоковића 59 мечева, укупан резултат је 30-29 за Ђоковића. Шпанац води са 20:8 на шљаци, 2:2 је на трави, док је на тврдој подлози 20:7 за Ђоковића. Између 2006. и 2010. ово ривалство је било у сенци ривалства Федерер—Надал, али је постало све приметније током 2011. и 2012. и сматра се да би могло постати једно од највећих у историји.
На крају 2010. Надал је прилично убедљиво водио у међусобним сусретима са 16:7, али је током 2011. Ђоковић победио у свих шест њихових сусрета, који су сви били у финалима турнира, од тога два гренд слема. Свој низ је продужио и следеће године, кад су ова два тенисера на Отвореном првенству Аустралије одиграла најдуже финале неког гренд слема у историји, од 5 сати и 53 минута. Ђоковић је тада стигао до своје седме узастопне победе над Надалом, што никоме до тада није успело. Надал је прекинуо Ђоковићев низ током сезоне шљаке, кад га је победио у финалима Монте Карла, Рима и на Ролан Гаросу, освојивши тако рекордну седму титулу. Тим финалом су њих двојица постали други пар у историји који се састао на четири узастопна финала гренд слем турнира (после сестара Вилијамс). У том домену су изједначени 3:3, док у финалима свих турнира води Ђоковић 12:9.
Ђоковић је једини тенисер који је победио Надала 30 пута, има 30 победу (Федерер га је победио 16 пута). Такође Ђоковић је једини који је победио Надала на шљаци два пута заредом (Рим и Мадрид 2011).
- Рекорди
- Најдуже ривалство у историји тениса (59 меча у Опен ери)
- Рекорд од 18 мечева који су одиграли један против другог на гренд слему.
- Једини играчи у историји Опен ере који су се сусрели на сва четири Гренд слем финала
- Једини играчи у историји Опен ере који су одиграли сва четири Гренд слем финала у низу
- Рекорд од 14 финала који су одиграли један против другог на АТП Мастерс 1000
- Рекорд од 29 меча који су одиграли један против другог на АТП Мастерс 1000
- Најдуже Гренд слем финале у историји Опен ере (финале Аустралијан Опена 2012)
- Најдужи меч у историји Опен ере на Аустралијан Опену
- Најдужи АТП меч у три сета у Опен ери (Мадрид мастерс 2009)

### Надал-Федерер
Федерер и Рафаел Надал су професионални тенисери. Њих двојица су се држали прве две позиције на АТП листи од јула 2005. до августа 2009. Федерер је био 1. на свету рекордних 237 узастопних недеља од фебруара 2004., а Надал, који је 5 година млађи, други светски тенисер од јула 2005., оставши ту рекордних 160 узастопних недеља пре него што је престигао Федерера августа 2008. Међутим, Федерер се за мање од годину дана поново вратио на прву позицију прешавши Надала јула 2009.
Играли су један против другог 40 пута, Надал је добио 24 мечева, а Федерер 16.
Осим тога што су најдуже били бројеви 1 и 2 на АТП листи, постоје још многе занимљивости у вези са њиховим ривалством:
- Од марта 2005. до јула 2009, њих двојица су успели да освоје 17 од 18 гренд слемова (од Ролан Гароса 2005. до Вимблдона 2009. нису освојили само Отворено првенство Аустралије 2008) и 24 од 38 турнира АТП мастерс серије. У току тог периода, Федерер и Надал су освојили 11 узастопних гренд слемова, почевши од Ролан Гароса 2005. до Отвореног првенства САД 2007. Тако су постали једини пар у историји са три различита гренд слема (2005—2008 Ролан Гарос за Надала, 2003-2007 Вимблдон и 2004—2008 Ју-ес опен за Федерера) које су освојили бар четири пута узастопно за време 5 година доминације (2004—2008).
- Федерер је имао најдоминантнијих 4 година у историји тениса, од мастерс купа 2003. до мастер купа 2007. Освојио је 43 турнира, укључујући 12 гренд слемова, 4 мастерс купа и 13 турнира мастерс серије. Његов однос победа и пораза је био 320:24, што је укључивало и 6:8 против Надала.
- Надал је непрестано заустављао Федерера у његовом покушају да освоји Ролан Гарос и тиме комплетира своје трофеје са гренд слемова. Рафаел Надал је успевао да порази Роџера 4 пута узастопно на шљакастом гренд слему (2005—2008) и то једном у полуфиналу, а три пута у финалу. На крају је Федерер ипак успео да освоји Ролан Гарос, и то у финалу без Надала, када је победио Робина Седерлинга у финалном мечу 2009.
- Не само да и Федерер и Надал поседују рекорде по броју узастопних победа на једној подлози (Федерер на трави и бетону, а Надал на шљаци), већ је низ обојице прекинуо онај други.
- Три узастопне године, њих двојица су играли у финалу Вимблдона и Ролан Гароса плус још два турнира на шљаци мастерс серије. Рафаел је освојио све Ролан Гаросе и 5 од 6 мастерс турнира, а Роџер 2 од 3 Вимблдона.
- Њихово финале Вимблдона 2008. су многи тениски критици прогласили за најбољи меч у историји.[18][19][20]
- Многи људи сматрају да је њихово ривалство највеће у историји тениса.[20][21][22][23]

### Ђоковић-Федерер
Федерер и Ђоковић састали су се 50 пута, са односом победа 27:23, у корист Ђоковића. на тврдој подлози (20:18), на шљаци (4:4), а 3:1 на трави. Ривалство Федерера и Ђоковића је највећи ривалитет у гренд слем историји са рекордних 17 одиграних мечева, најчешће у полуфиналима. Ђоковић је једини играч поред Надала који је победио Федерера на више гренд слем турнира још од 2004, једини играч поред Надала који је победио Федерера на гренд слем турнирима два пута узастопно (2010. УС Опен и Аустралијан Опен 2011). Федерер је окончао савршен старт сезоне Ђоковића (41:0) победом у полуфиналу Отвореног првенства Француске 2011, али је Ђоковић успео да победи на УС Опену у пет сетова након спашавања две меч лопте против Федерера другу годину заредом. У полуфиналу Вимблдона 2012, Федерер је победио и светског броја један Ђоковића у четири сета. Многи стручњаци сматрају ривалство између Федерера и Ђоковића, као једно од најбољих ривалстава у Опен ери, поготово на бетону где су одиграли чак 30 мечева.
Рекорди
- Једини играчи у историји који су се сусрели 11 пута у гренд слем полуфиналу.
- Рекорд од 6 мечева који су одиграли један против другог на УС Опену.
- Рекорд од 5 узастопних мечева који су одиграли један против другог на једном гренд слем турниру (на УС Опену).

### Мари-Федерер
Федерер и Мари састајали су се 25 пута и изједначено је 14:11. Њих двојица су чак 20 пута играли на тврдој подлози, где је Мари тријумфовао 10 пута. На трави су се састајали два пута и то у истој календарској години (2012). Први пут у финалу Вимблдона када Роџер добија Марија са 3:1 (по сетовима 4:6, 7:5, 6:3, 6:4). Други пут је био на истом терену, само на Олимпијским играма у Лондону. Мари ту односи победу веома лако: 6:2, 6:1, 6:4.
- Ова два тенисера су играли чак 8 финала неких турнира. Федерер у том сегменту води са 5:3.
- Мари је један од ретких тенисера који има позитиван скор против Федерера. Разлог томе је веома дефанзиван приступ игре који Шкот има. Његова игра се заснива на јаким ударцима са основне линије и много трчања по истој.

### Ђоковић-Мари
Ђоковић и Мари су до сада одиграли 36 мечева. Ђоковић води 25:11 (5:1 на шљаци и 20:8 на тврдој подлози, док Мари води 2:0 на трави). Играли су у дванаест финала и обојица су освојили по шест титула. Пет пута су играли на финалима гренд слем турнира. Ђоковић је освојио Отворено првенство Аустралије 2011, 2013. и 2015, а Мари Отворено првенство САД 2012 и Вимблдон 2013. Најзапаженији сусрети су им били полуфинале у Аустралији 2012. (које је добио српски тенисер) и финале Отвореног првенства САД 2012. Оба меча су играна у пет исцрпљујућих сетова са много обрта и трајала су скоро пет сати. Значајан меч за њихово ривалство је и финале Мастерс турнира у Шангају 2012, које је добио Ђоковић после спасавања пет меч лопти. Интересантан је податак да је Енди само недељу дана старији од Новака. Последњи пут су играли четвртфинале Мајамија 2014, меч који је добио Ђоковић.

### Надал-Мари
Надал и Мари састајали су се 24 пута, са односом победа 17:7, у корист Надала.

## Статистика
Следећа табела приказује скор између чланова велике четворке и 13 играча који су имали најмање 1 победу против неког од њих.
Активни играчи су болдирани (мај 2014)
| Играч (најбољи ранг)      | Федерер | Надал | Ђоковић | Мари | Резултат | Проценат % |
| ------------------------- | ------- | ----- | ------- | ---- | -------- | ---------- |
| Давид Налбандијан (3)     | 8–11    | 2–5   | 1–4     | 2–5  | 13–25    | 34%        |
| Арно Клеман (10)          | 3–8     | 1–3   | 1–3     | 2–1  | 7–15     | 32%        |
| Лејтон Хјуит (1)          | 9–18    | 4–6   | 1–6     | 0–1  | 14–31    | 31%        |
| Марио Анчић (7)           | 1–6     | 1–4   | 1–3     | 3–2  | 6–15     | 29%        |
| Николај Давиденко (3)     | 2–19    | 6–5   | 2–6     | 4–6  | 14–36    | 28%        |
| Фернандо Гонзалез (5)     | 1–12    | 3–7   | 2–1     | 2–1  | 8–21     | 28%        |
| Жо-Вилфрид Цонга (5)      | 5–11    | 3–8   | 5–11    | 1–8  | 13–36    | 27%        |
| Хуан Мартин дел Потро (4) | 5–15    | 4–8   | 3–11    | 2–5  | 14–39    | 26%        |
| Томаш Бердих (5)          | 6–12    | 3–17  | 2–15    | 6–4  | 17–48    | 26%        |
| Енди Родик (1)            | 3–21    | 3–7   | 5–4     | 3–8  | 14–40    | 26%        |
| Иван Љубичић (3)          | 3–13    | 2–7   | 2–7     | 3–4  | 10–31    | 24%        |
| Давид Ферер (3)           | 0–14    | 5–21  | 5–11    | 5–7  | 15–53    | 22%        |
| Станислас Вавринка (3)    | 1–13    | 1–12  | 3–15    | 6–8  | 11–48    | 19%        |
| Робин Седерлинг (4)       | 1–16    | 2–6   | 1–6     | 2–3  | 6–31     | 16%        |
| Жил Симон (6)             | 2–4     | 1–5   | 1–6     | 1–11 | 5–26     | 16%        |